# سپاه قدس گیلان

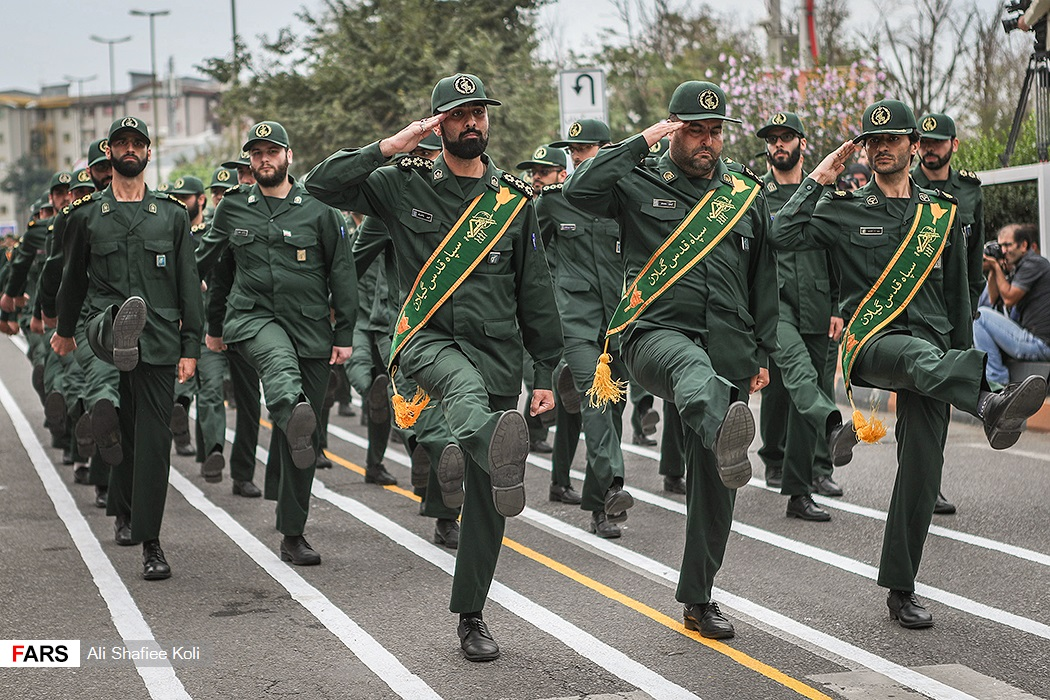
رژه نیروهای سپاه قدس گیلان به‌مناسبت سالگرد جنگ ایران و عراق در سال ۱۳۹۷، رشت

سپاه قدس گیلان یگان نظامی-امنیتی و از سپاه‌های استانی زیرمجموعه سپاه پاسداران انقلاب اسلامی است، که ستاد فرماندهی آن در شهر رشت مستقر می‌باشد و وظیفه فرماندهی و کنترل کلیه یگان‌های سپاه و بسیج مستقر در استان گیلان را برعهده دارد. مهم‌ترین یگان‌های زیرمجموعه این سپاه، لشکر ۱۶ قدس (از نیروی زمینی سپاه) و ۱۷ سپاه ناحیه‌ای (نواحی بسیج شهرستان‌های استان) همچون سپاه رشت، سپاه بندر انزلی، سپاه آستارا، سپاه تالش، سپاه رودبار و سپاه لاهیجان می‌باشند. در حال حاضر سرتیپ‌دوم پاسدار حمید دامغانی فرماندهی سپاه قدس استان گیلان را برعهده دارد. پیش‌تر از ۱۳۹۴ تا ۱۴۰۲ محمد عبدالله‌پور فرمانده سپاه قدس گیلان بود.